# Tibetanski letopisi
Tibetanski letopisi ali Stari tibetanski letopisi so sklop dveh rokopisov, napisanih v starem tibetanskem jeziku. Najdeni so bili v začetku 20. stoletja v "skriti knjižnici" v Jamah Mogao blizu Dunhuanga v severozahodni provinci Gansu, zahodna Kitajska. Domneva se, da je bila knjižnica zapečatena v 11. stoletju našega štetja. Letopisi so najzgodnejša obstoječa pisna zgodovina Tibeta.
Rokopisa sta znana kot "civilna" in "vojaška" različica Letopisov. "Civilna" različica ima v Britanski knjižnici oznako IOL Tib J 750 v Francoski narodni knjižnici v Parizu pa oznako Pelliot tibétain 1288. Oba izvirata iz istega izvirnega zvitka, dolgega 4,34 metra in širokega 0,258 metra. "Civilna" različica pokriva leta 650–748 z nekaj vrzelmi. "Vojaška" različica z oznako Or.8212/187 je prav tako shranjena v Britanski knjižnici. Je veliko krajša in zajema leta 743–765 z nekaj vrzelmi.

## Odkritje
Ogromno število zgodnjih rokopisov v različnih jezikih sta zbrala A. Stein in P. Pelliot v znameniti zapečateni knjižnični jami (jama št. 17) v sklopu Jam Mogao in jih poslala v London oziroma Pariz. Med temi rokopisi so bili tudi Tibetanski letopisi ali Prva zgodovina Tibeta in Stara tibetanska kronika, sestavljena verjetno med letoma 800 in 840  našega štetja.

## Vsebina
Letopisi se začnejo z zelo kratkim poročilom o dogodkih med  vladavino  prvega tibetanskega cesarja Songcena Gampa. Poročilo zajema obdobje od prihoda kitajske princese Venčeng leta 643 do smrti Songcena Gampa leta 650. Oba datuma omogočata zelo natančno datiranje dogodkov. Sledijo opisi pomembnih dogodkov od leta 650 do 764. Leta 763, na primer, so tibetanski vojaki med državljansko vojno v dinastiji Tang za petnajst dni zavzeli kitajsko prestolnico Čangan. Letopisi so se seveda pisali tudi kasneje, a sta se od njih, na žalost, ohranila samo dva manjša fragmenta. Datumi tibetanskega cikličnega sistema datiranja so zapisani s precej obledelim rdečim črnilom.
Poročila so splošno sprejeta kot trezni sodni zapisi in nudijo neprecenljiv pogled na Tibet v njegovi zgodnji fazi širitve in vzpostavitve močnega imperija. Zagotavljajo tudi dragocen način preverjanja in datiranja dogodkov, omenjenih v poznejših tibetanskih in kitajskih zgodovinskih zapisih.
Niti Letopisi niti Kronika ne omenjata budizma v času vladavine Songcena Gampa. 